# Guy Cabay
Guy Cabay (* 2. Oktober 1950 in Polleur) ist ein belgischer Jazzmusiker (Vibraphon, Piano, Gesang, Arrangement).

## Leben und Wirken
Cabay beschäftigte sich zunächst autodidaktisch mit Schlagzeug- und Pianospiel; durch die Begegnung mit Raoul Faisant und Maurice Simon fand er zum Jazz. Nachdem er Gary Burton auf dem Comblain Jazz Festival erlebt hatte, wechselte er bald zum Vibraphon und spielte zunächst mit Dixieland- und Mainstream-Jazz-Formationen. Nach einem Studium der Musikwissenschaft an der Universität Lüttich war er Mitbegründer der Fusionband Open Sky Unit um Jacques Pelzer und Steve Houben, die er jedoch bald wieder erließ, um nach Italien zu ziehen und dort über Musik des Mittelalters zu promovieren. 1975 gründete er mit Houben die Formation Merry-Go-Round, deren Repertoire aus Jazzstandards bestand und mit der er in den Niederlanden auftrat. Mit Jean-Louis Rassinfosse und Félix Simtaine begleitete er den Sänger Jean Vallée auf einer Tournee durch die Sowjetunion.
In den folgenden Jahren arbeitete Cabay für eine Dialektsendung des RTB, sang wallonische Chansons zu Bossa-Nova-Rhythmen. 1978 entstand sein Debütalbum Tot-a-fêt rote cou-d'zeur cou-d'zos (u. a. mit Milou Struvay, Steve Houben, Greg Badolato, Gérard Malherbe, Jean-Luc Couturier und Eddy Davidson), gefolgt von mehreren Alben, an denen Gastmusiker wie Bill Frisell, Kermit Driscoll, Toots Thielemans, Steve Houben und Larry Schneider beteiligt waren. Daneben gehörte er der Act Big Band von Féxilx Simtaine an und bildete mit Kevin Mulligan (Gitarre), Evert Verhees (Bass) und Bruno Castellucci (Schlagzeug) ein Quartett. 1981 gründete er (mit Michel Herr, Houben, Mulligan und Rouselet) die Latin-Jazz-Formation Lemon Air. In den folgenden Jahren arbeitete er u. a. mit Diederik Wissels, Hein van de Geyn, Bert Joris und Philip Catherine; ferner schrieb er Musik für Film und Fernsehen, zuletzt für den Film Problemski Hotel von Manu Riche.
Im Bereich des Jazz war er zwischen 1978 und 2004 an 31 Aufnahmesessions beteiligt.

## Diskographische Hinweise
- Steve Houben + Strings (Igloo, 1982)
- Mirror d’ailleurs (1983)
- In the Garden of Silence (1984)
- Vibes (1987)
- Lemon Air (1989)
- Fa Sol Fa Do  (Igloo, 1994)
- The Ghost of McCoy's Castle (1994)
- On the Jazz Side of My Life (2005)

## Lexikalischer Eintrag
- Émile Henceval: Dictionnaire du jazz à Bruxelles et en Wallonie. Liège: Pierre Mardaga, 1991.